# ВО-1 «Башта»
ВО Башта — воєнна округа Української повстанської армії (Львівщина), частина оперативної групи УПА-Захід.
Терен дії: місто Львів та Янівські ліси, полігон.

## Історія
Зорганізована в листопаді 1943 на базі військовиків теренової сітки ОУН у Львові та підміських околиць. Терен ВО-І становить окрему область у структурі ОУН ЗУЗ. У лютому 1944 ВО-І організує перший військовий вишкіл к. с. Зарудці (нині Жовківський р-н). У березні 86 українців кидають службу при Вермахті, їх ведуть із міста до табору в околиці с. Ставки (нині Жовківський р-н) для організації першого бойового відділу, але заскочений там відділ був нацистами розбитий. З уцілілих постає бойова група «Чорна сотня». В травні виводять із Львова в Янівські ліси решту військовиків ОУН, після бою з німцями їх об'єднують у другу бойову групу «Спартанці».
В червні ці бойові групи об'єднують в реґулярну сотню УПА, яка веде вишкіл. Її постійно доповнюють; сотня квартирує в селах Поляни, Рокитно, Мокротин (Жовківський р-н). Від 5 липня сотня зветься «Холодноярці». Її реорганізують у курінь із двома сотнями: «Холодноярці-1» та «Холодноярці-2». Обі сотні підпорядковуються ШВО безпосередньо до хвилини призначення курінного командира; в серпні твориться додаткова сотня «Холодноярці-3». 30 серпня формально затверджують курінь «Холодноярці» з чисельним станом 425 вояків.
До ВО-І також належить, мабуть, курінь «Переяслави», який діє в силі трьох сотень (400 вояків) на Яворівщині, в Янівському полігоні. Чисельно це найменша ВО УПА-Захід, період її дії найкоротший. Частини цієї ВО займаються головно вишколом, не ведуть великих боїв. Наказом КВШ УПА-Захід від 1 вересня 1944 розформовують ВО-1 «Башта», а її терен і військо прилучують до ВО-2 «Буг», хоч фактична зміна приходить аж із початком жовтня. В 1945 колишній терен ВО1 і курені «Холодноярці», «Переяслави» стають базою новоствореного 13-го Львівського Тактичного відтинку «Розточчя» ВО-2 «Буг».

## Командування
Командир ВО-І — хорунжий Віктор Харків («Хмара»), шеф ШВО — Юліян Саляк («Сокіл»).